# Салашний Яків Якович
Я́ків Я́кович Сала́шний (*5 листопада 1914, с. Котельва, тепер Полтавська область, Україна — 11 лютого 2001, там же) — тракторист колгоспу імені 15-го з'їзду ВКП(б), Герой Соціалістичної Праці.

## Біографія
Яків Якович Салашний народився 5 листопада 1914 року в с. Котельві (тепер райцентр Полтавської області), в сім'ї селянина-бідняка. Чотирнадцятирічним хлопцем прийшов працювати в колгосп «Радянський селянин». У 12-річному віці він був направлений колгоспом на курси трактористів при Котелевській МТС. 
Від 1935 року працював трактористом на полях колгоспів імені 15-го з'їзду ВКП(б) та імені Леніна. Разом з МТС в роки війни евакуював техніку до РРФСР. 
По війні, з 1948 року і до виходу на пенсію працював на колгоспних полях.
У 1958 році Указом Президії Верховної Ради СРСР за зразкову роботу і перевиконання планових завдань Яків Салашний був нагороджений орденом Леніна.
У 1966 році при плані 1500 га передовик зорав 1939 га, при цьому заощадивши 2 тонни палива. За цей трудовий подвиг Я. Я. Салашному присвоєно звання Герой Соціалістичної Праці та нагороджено другим орденом Леніна.
У 1973 році Я. Я. Салашний був нагороджений орденом Жовтневої Революції.
Помер 11 лютого 2001 року, похований на Святицькому кладовищі.

## Нагороди
- Герой Соціалістичної Праці — 1966 р.
- Орден Леніна — 1958 р., 1966 р.
- Орден Жовтневої Революції — 1973 р.

## Пам'ять
- У центрі смт Котельва Герою на Алеї Слави встановлена меморіальна стела[2];
- Ім'я Я. Я. Салашного носить вулиця, на якій він жив.